# Bryce-Canyon-Nationalpark
Der Bryce-Canyon-Nationalpark liegt im Südwesten Utahs in den Vereinigten Staaten.
Grund für die Ausweisung als Nationalpark ist der Schutz der farbigen Felspyramiden, der sogenannten Hoodoos, an der Abbruchkante des Paunsaugunt-Plateaus. Dieser Abbruch verläuft überwiegend nicht linear. Stattdessen haben sich nach Osten hin offene, halbkreisförmige Felskessel in das Plateau erodiert, die von der Nationalparkverwaltung als „natürliche Amphitheater“ umschrieben werden. Das größte dieser Amphitheater ist der fälschlicherweise als Canyon bezeichnete Bryce Canyon.
Der Bryce-Canyon-Nationalpark befindet sich in einer Höhe von 2400 bis 2700 Metern und liegt damit wesentlich höher als der nahegelegene Zion-Nationalpark und der Grand-Canyon-Nationalpark.
Der Park wurde um 1850 von weißen Siedlern besiedelt und erhielt seinen Namen von Ebenezer Bryce, der sich um 1875 dort niederließ. Der Nationalpark wurde 1924 zum National Monument und 1928 zum National Park erklärt. Heute besuchen deutlich über eine Million Besucher jährlich den Park.

## Geographie
Der Bryce-Canyon-Nationalpark liegt im Südwesten von Utah circa 80 km vom Zion-Nationalpark entfernt. Mit der um 300 Meter höheren Lage sind niedrigere Temperaturen und mehr Niederschläge verbunden.
Der Nationalpark liegt auf dem Colorado-Plateau, genauer an der südöstlichen Kante des Paunsaugunt-Plateaus. Der Name Paunsaugunt leitet sich von der uto-aztekischen Sprache der Paiute-Indianer ab und bedeutet Heimat des Bibers. Besucher erreichen den Park von der Plateauseite und blicken über die Kante in das Pariatal mit dem gleichnamigen Fluss. Auch das Wort Paria kommt aus dem Uto-Aztekischen und bedeutet Elch- oder Wapitiwasser.
Der Bryce Canyon wurde nicht durch einen Fluss gebildet. Er ist damit kein Canyon im eigentlichen Sinne wie zum Beispiel der Grand Canyon. Wind, Wasser und Eis erodierten die Kante des Plateaus zu großen Amphitheatern mit bizarren Felsnadeln, sogenannte Hoodoos. Diese Felsnadeln erreichen eine Höhe bis zu 60 Metern. Die so entstandenen Amphitheater erstrecken sich über eine Länge von über 30 km. Das größte Amphitheater trägt den Namen Bryce Canyon. Es ist nahezu 5 km breit, 19 km lang und fällt über 240 Meter gegenüber dem Plateau ab.

## Geschichte

### Frühe indianische Besiedlungen
Nur wenig ist über die frühe menschliche Besiedlung dieses Parks bekannt. Archäologische Funde datieren 10.000 Jahre zurück. Einige wenige Funde aus dem südlichen Teil des Gebietes werden den frühen Anasazi-Indianern in der Korbmacherära zugeschrieben, einige jüngere Funde den Anasazi aus der Puebloära.
Als die Anasazi-Indianer das Gebiet aus noch unbekannten Gründen verließen, kamen die Paiute-Indianer, allerdings sind kaum Spuren von einer Besiedelung zu erkennen. Die Paiute nutzten dieses Gebiet eher als Jagdrevier. Doch sind auch Reste von Kulturpflanzen und landwirtschaftlicher Nutzung gefunden worden. Die Paiute nennen die Hoodoos Anka-ku-wass-a-wits, rot angemalte Gesichter.

### Erforschung und Besiedlung durch Weiße
Die Erkundung dieses Gebietes begann bereits im 19. Jahrhundert. Um 1850 kamen die ersten Mormonen, um das Gebiet auf Tauglichkeit für Ackerbau und Viehzucht zu untersuchen.
Die erste wissenschaftliche Expedition erreichte das Gebiet 1872 unter der Leitung des U.S. Majors John Wesley Powell. Die Kartographen dieser Expedition übernahmen viele Namen von den Paiute.
Bereits ein Jahr danach kam eine kleine Gruppe von Mormonen und siedelte sich an, um Viehzucht entlang des Pariaflusses zu betreiben.
1875 wurde Ebenezer Bryce, ein Schottischer Einwanderer, von der Kirche Jesu Christi der Heiligen der Letzten Tage hierher geschickt, um an der Erschließung des Gebietes als Zimmermann mitzuarbeiten. Er baute eine Straße zum Plateau hinauf, um dort Bäume zu fällen und daraus Bretter und Feuerholz zu gewinnen. Er sah das Naturwunder eher von der praktischen Seite und bezeichnete es als „a hell of a place to lose a cow“. Seine Nachbarn nannten den Canyon nahe seiner Hütte Bryce’s Canyon. Zusammen mit anderen Siedlern baute Ebenezer Bryce einen Kanal, um der ständigen Überflutungen, gefolgt von Trockenperioden, Herr zu werden. Doch das Projekt scheiterte, und so zog er bereits 1880 weiter nach Arizona.

### Die Entstehung des Parks
Die Berichte Powells und weitere Zeitungsberichte förderten das Interesse an dem Gebiet, doch aufgrund fehlender Infrastruktur hielt sich der Tourismus in Grenzen.
Um 1920 wurden die ersten Übernachtungsmöglichkeiten geschaffen und auch die Union Pacific Railroad erschloss das Gebiet, so dass mehr und mehr Touristen in den Bryce Canyon kamen. Der ungezügelte Tourismus jedoch fügte den Hoodoos und anderen geologischen Formationen schnell Schäden zu. Der damalige Gouverneur von Utah unterstützte die Bemühungen, den Canyon zu schützen und so wurde der Canyon vom Präsidenten Warren G. Harding 1923 zum National Monument erklärt.
1924 bemühte sich der Kongress von Utah, den Utah National Park zu etablieren, was 1928 gelang. Der Name jedoch blieb bei Bryce Canyon National Park.
1931 wurde unter Präsident Herbert Hoover weiteres Land südlich des Parks in den Park integriert und dessen Fläche auf über 14.000 Hektar vergrößert. 1934 wurde der Bau des Scenic Drives begonnen, der auch heute noch durch den Park führt. Die Verwaltung des Parks blieb bis 1956 bei der Verwaltung des Zion-Nationalparks. Seitdem besitzt der Park eine eigene Verwaltung.
Durch den gestiegenen Tourismus wurde im Jahr 2000 ein Shuttlesystem etabliert. Es gibt Bestrebungen, weite Teile des Parks nur noch über dieses Shuttlesystem zugänglich zu machen, wie es bereits im Zion-Nationalpark der Fall ist.

## Geologie
Das Gestein im Bryce-Canyon-Nationalpark ist etwa 100 Millionen Jahre jünger als im Zion-Nationalpark, und dieser zeigt Felsen, die nochmals 100 Millionen Jahre jünger als im Grand Canyon sind. Trotzdem gehören alle drei Gebiete zu einer The Grand Staircase genannten Formation.
Vom Grand Canyon bis zum Bryce Canyon kann man nahezu 200 Millionen Jahre Erdgeschichte studieren.
Die Gesteine im Nationalpark sind eine Abfolge aus Basalt und Sandstein, in dem viele Fossilien zu finden sind. Diese freigelegten Schichten sind die jüngsten in dieser Formation. Noch heute lassen sich Sandstrände, Lagunen und eine Sumpflandschaft ablesen.

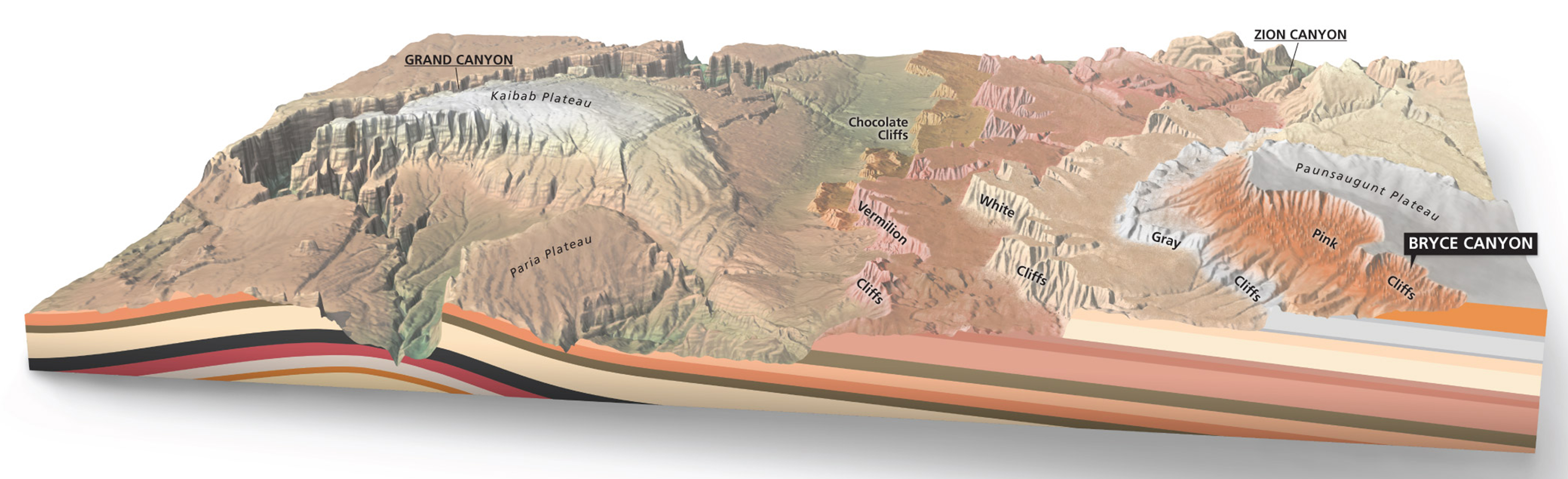
The Grand Staircase

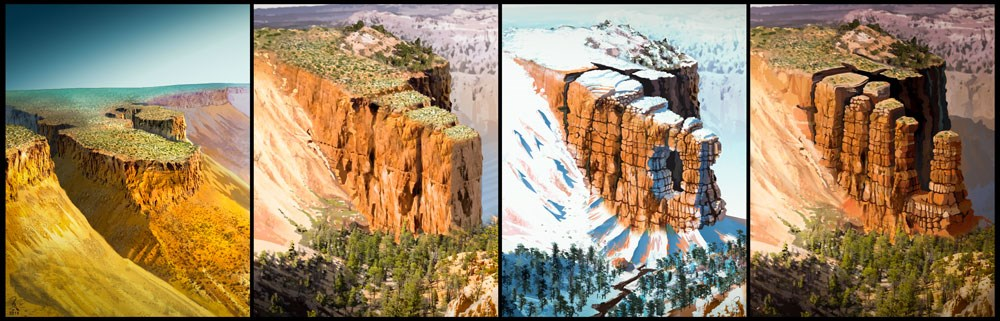
Entstehung der Hoodoos durch Erosion (Plateau → Lamelle → Fenster → Hoodoo)

Als sich die Gegend im Zuge der Gebirgsbildung anhob, entstanden zahlreiche Seen, deren Sedimente den Basalt und Sandstein bedeckten. Diese Seenplatte hatte etwa 20 Millionen Jahre Bestand und endete etwa vor 60 Millionen Jahren. Während dieser Zeit veränderten sich die Seen unter anderem durch klimatische Veränderungen. Durch starke Variation in der Größe und Tiefe hinterließen sie stark wechselnde Sedimentschichten.
Vor etwa 16 Millionen Jahren hob sich das Plateau um nahezu 1000 Meter. Vor dieser Zeit befand sich das Gebiet fast auf Meeresspiegelhöhe. Das gesamte Plateau nennt man Colorado-Plateau. Es zerbrach in zahlreiche kleinere Plateaus. Eines davon ist das Paunsaugunt-Plateau.
Als der amerikanische Kontinent weiter Richtung Norden driftete, veränderte sich das Klima auf dem Plateau, es wurde bedeutend kühler und auch die Niederschläge nahmen zu. Häufige Niederschläge und Erosion durch gefrierendes Wasser formten das heutige Gesicht der zahlreichen Amphitheater, die eine nach Osten gerichtete Schichtstufe bilden. Pro Jahr gibt es auch heute noch bis zu 200 Frost- und Tauwetterperioden, die noch immer den Park erodieren.

## Flora und Fauna
Die Wälder und Wiesen des Parks beherbergen viele Vögel und Säugetiere. Man zählt um die 60 hier heimische Säugetierarten und über 175 verschiedene Vogelarten, von denen allerdings viele nicht ganzjährig im Bryce-Canyon-Nationalpark heimisch sind.

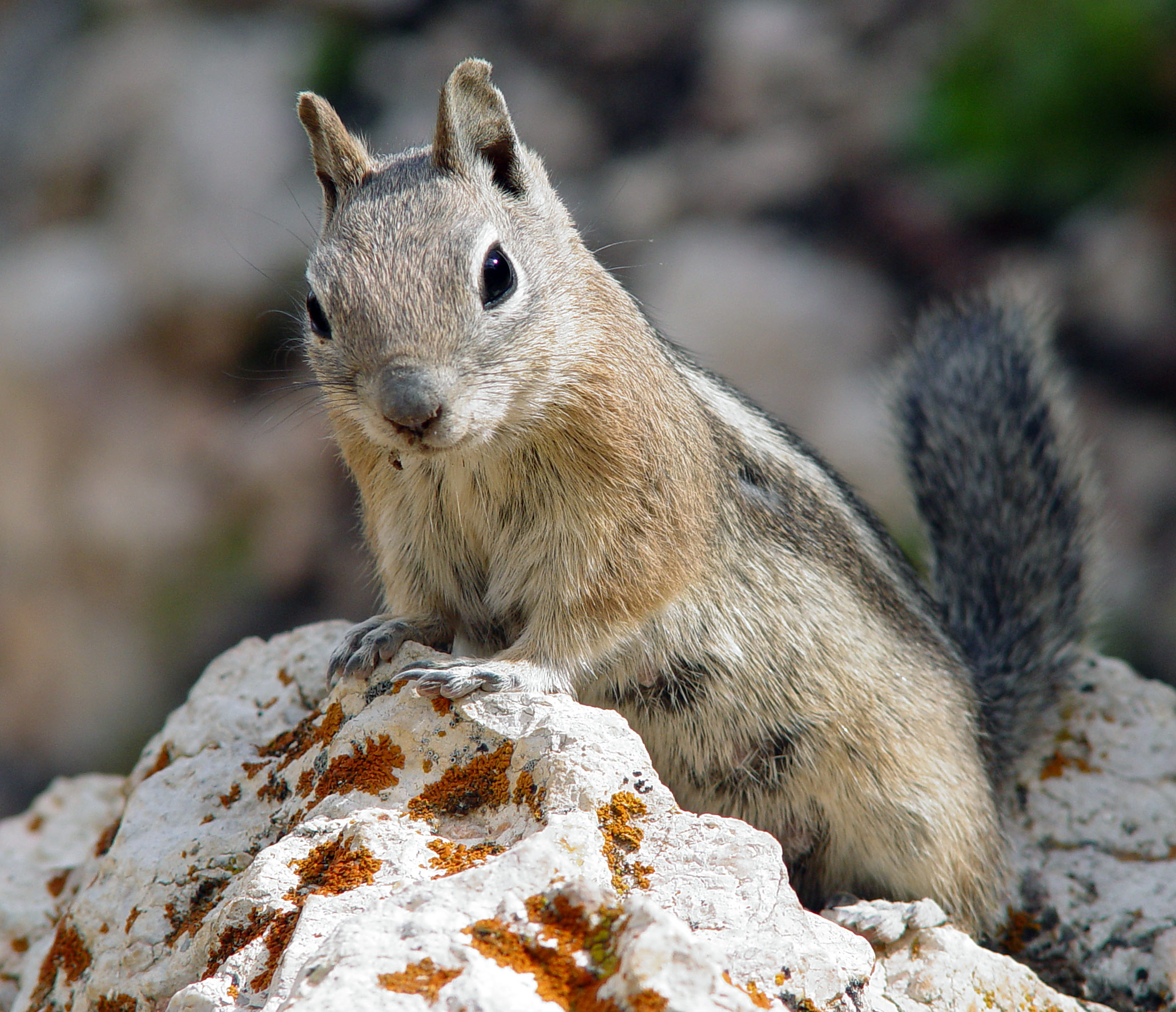
Goldmantelziesel

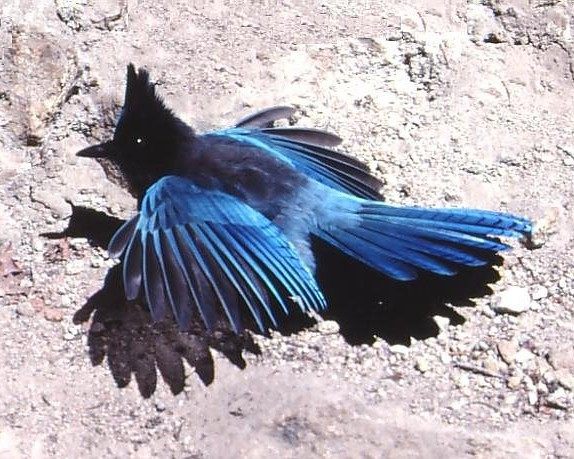
Diademhäher

Unter den Raubtieren handelt es sich um Füchse und andere kleinere Tiere bis hin zu gelegentlich einwandernden Rotluchsen (Lynx rufus), Pumas (Puma concolor) und Schwarzbären (Ursus americanus). Das größte dauerhaft im Park lebende Säugetier ist der Maultierhirsch (Odocoileus hermionus). Wapitis (Cervus elaphus) und Gabelböcke (Antilocapra americana), die in benachbarten Gegenden wieder eingeführt wurden, kommen als „Besucher“ ebenfalls gelegentlich vor. Ein sehr häufiger Anblick sind der Goldmantelziesel (Spermophilus lateralis) und das Felsenhörnchen (Spermophilus variegatus) sowie die Uinta-Streifenhörnchen (Eutamius umbrinus) und die Utah-Präriehunde (Cynomys parvidens). Die Maultierhirsche, die Pumas und die Kojoten wandern im Winter in tiefer gelegene Regionen, während die Erdhörnchen und die Murmeltiere Winterschlaf halten.
Die meisten Vogelarten des Bryce-Canyon-Nationalparks ziehen im Winter nach Süden (Zugvögel), etwa die Veilchenschwalbe (Tachycineta thalassina) und der Mauersegler. Einige bleiben jedoch ganzjährig hier, darunter die Häher (vor allem der Kiefernhäher (Clark’s Nutcracker, Nucifraga columbiana)) und der Diademhäher (Steller’s Jay, Cyanocitta stelleri) und Kolkraben (Corvus corax), die Fischadler (Pandion haliaetus) und die Wanderfalken (Falco peregrinus) sowie verschiedene Eulen und Kleiber.
Die Herpetofauna besteht aus elf Reptilien- und vier Amphibienarten. Besonders auffällig sind dabei unter den Schlangen die Great-Basin-Prärieklapperschlange (Crotalus viridis lutosus) und die Gestreifte Peitschennatter (Masticophis taeniatus), unter den Leguanartigen die Kurzhorn-Krötenechse (Phrynosoma douglassi) und der Gemeine Seitenfleckleguan (Uta stansburiana). Unter den Amphibien stellt der Tigersalamander (Ambystoma tigrinum) eine der interessantesten Arten dar.
Aufgrund der unterschiedlichen Höhen und der damit verbundenen Vegetationsunterschiede innerhalb des Parks werden verschiedene Lebensräume abgegrenzt:
1. Die tiefer gelegenen Bereiche des Parks zeichnen sich vor allem durch Kiefern- und Koniferenwälder mit eingestreuten Manzanita (Arctostaphylos patula)-, Junibeeren- und Antilopenbitterbüschen aus. Entlang der Flüsse findet man Espen-, Wasserbirken und Weidenbestände.
2. Bestände der Gelb-Kiefer (Pinus ponderosa) kennzeichnen die Mittellagen, in feuchteren Gebieten ergänzt durch Blaufichten und Douglas-Tannen und Rocky-Mountain-Wacholder[1].
3. Auf dem Paunsaugunt-Plateau herrscht die Douglastanne vor, gemeinsam mit Espen und Engelmann-Fichten. Die Nevada-Zirkelkiefer (Pinus flexilis) und die Grannenkiefer (Pinus longaeva) beherrschen die kältesten und höchsten Gebiete des Nationalparks.

Ein sehr dunkler und nährstoffreicher Boden kennzeichnet den Park. Er sorgt gemeinsam mit dem Wasserreichtum der Region für optimale Lebensbedingungen.

## Aktivitäten

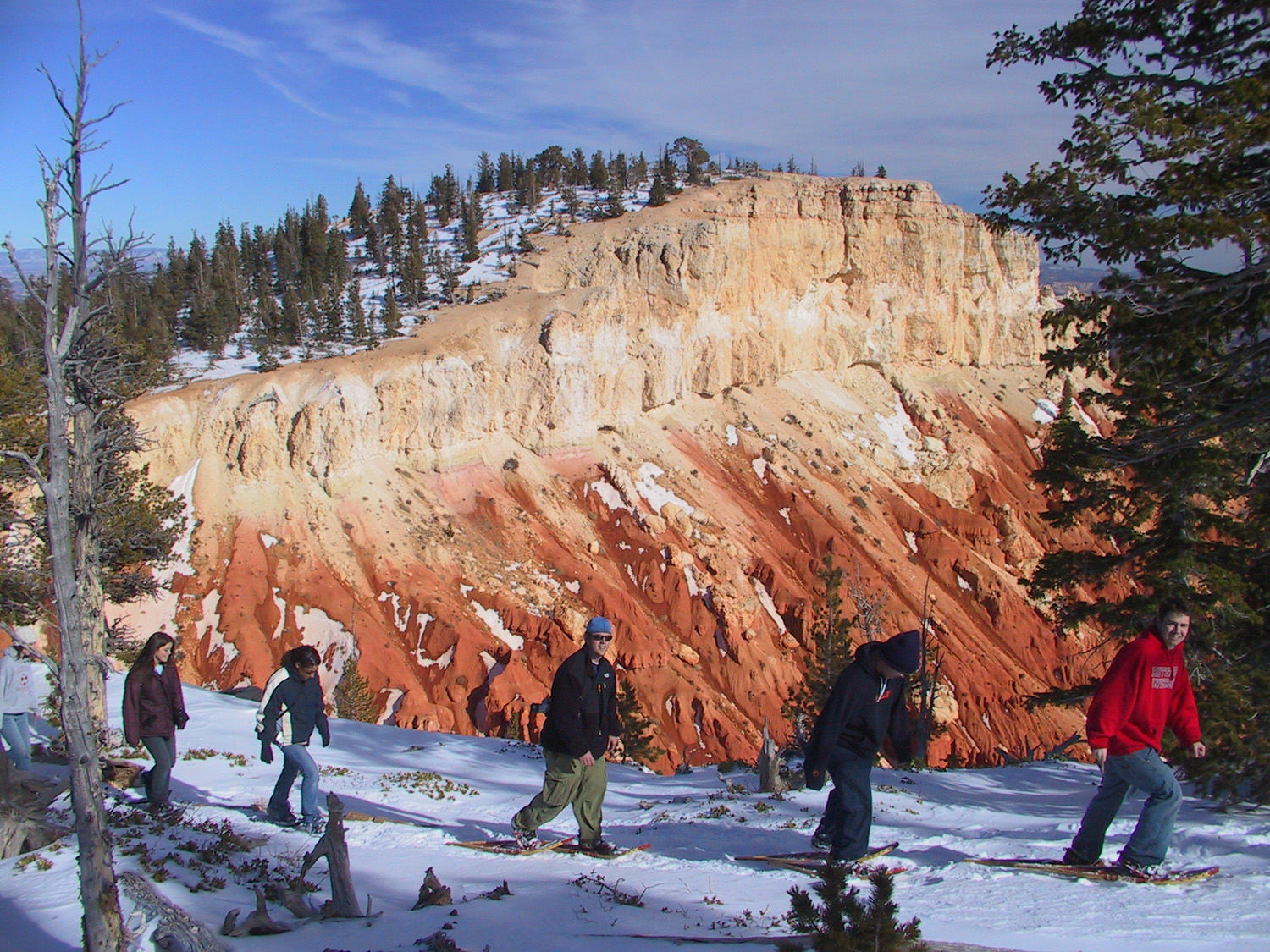
Wanderer

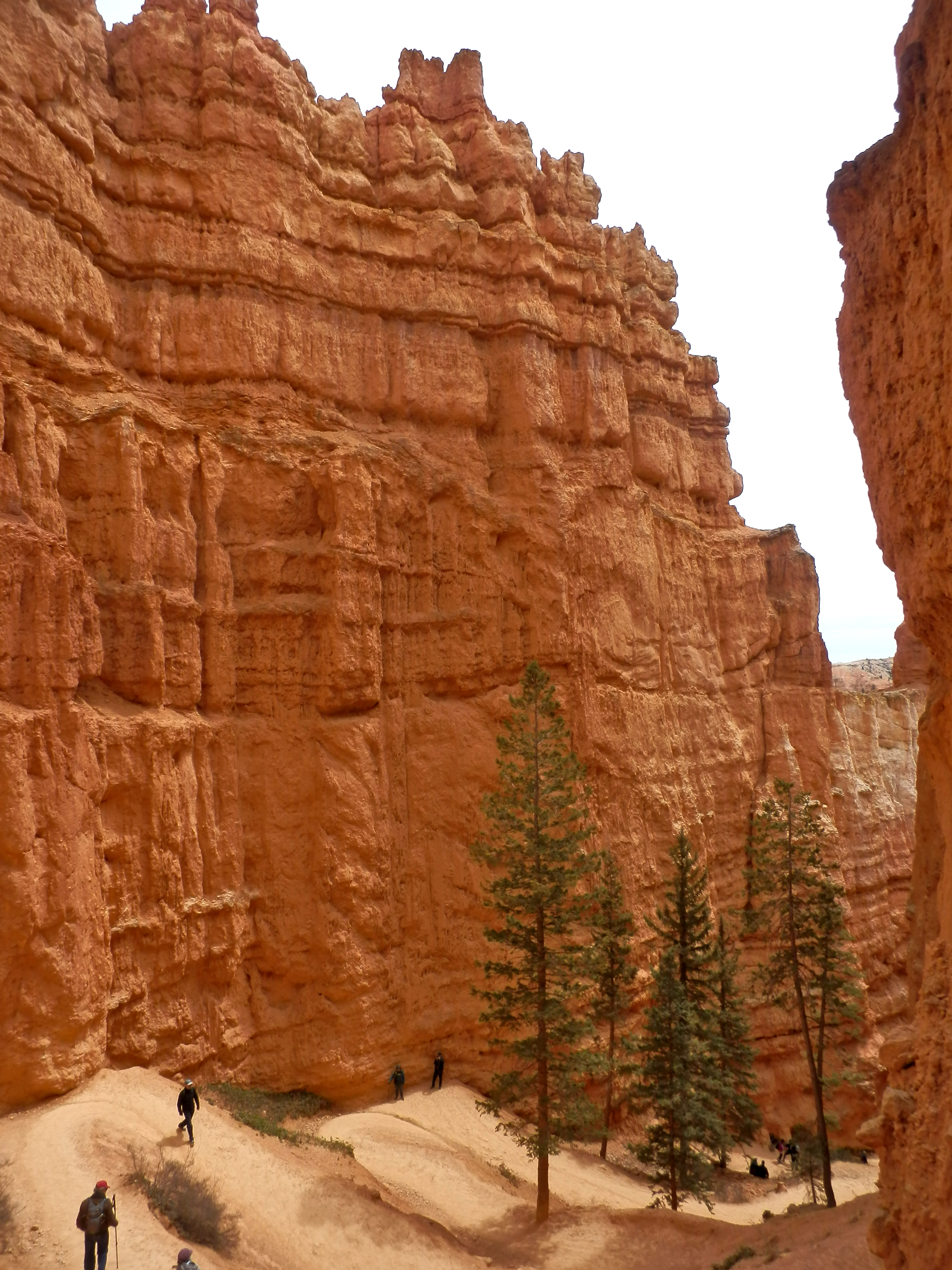
Das Innere des Canyons entlang des Navajo Loop Trail

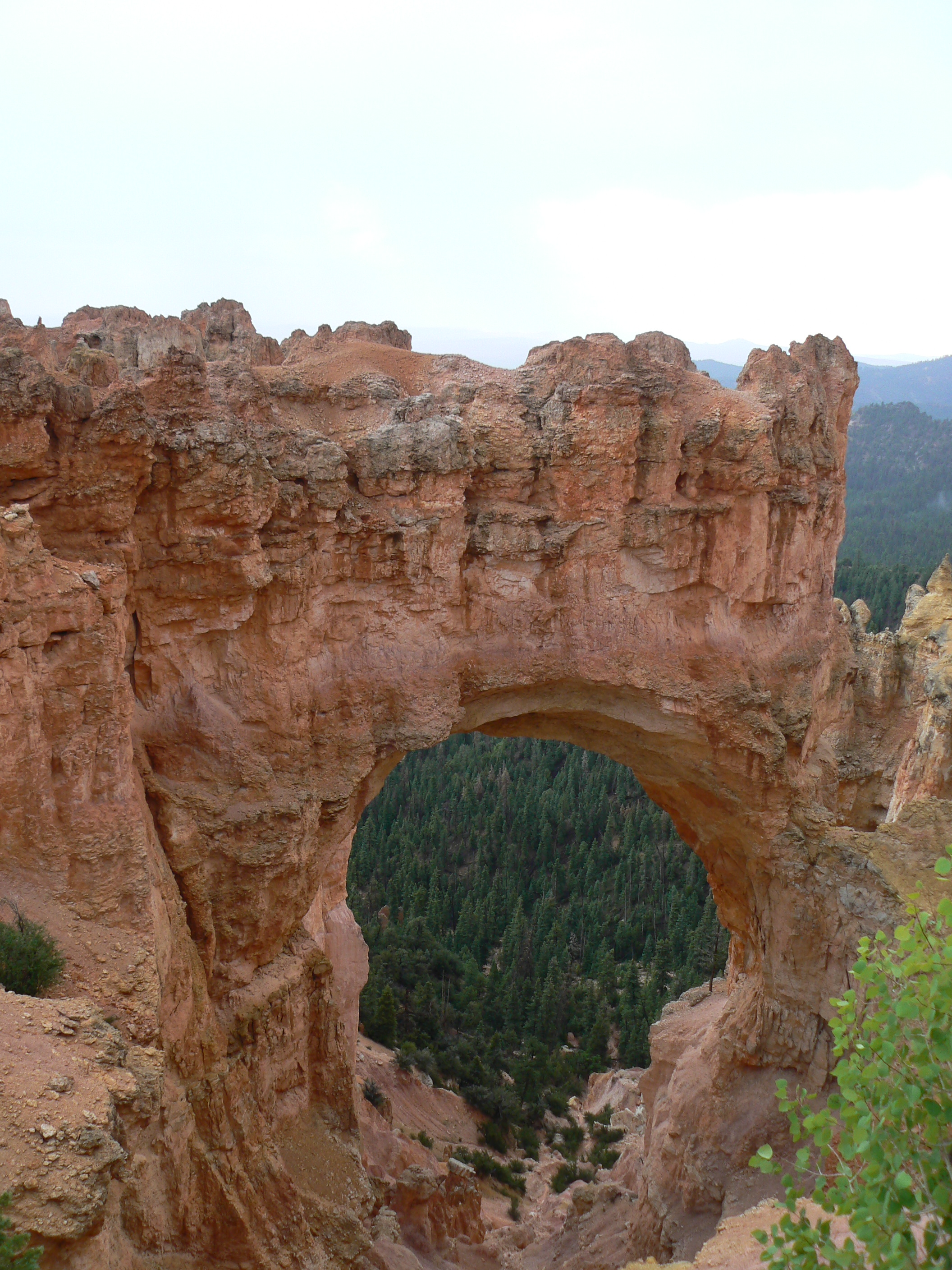
Ein natürlicher Bogen des Bryce Canyons

Der 29 Kilometer lange Scenic Drive führt zu insgesamt 13 Aussichtspunkten, darunter Sunrise Point, Sunset Point, Inspiration Point und natürlich auch Bryce Point. Weiter im Süden des Parks befinden sich Natural Bridge (geologisch keine Brücke, sondern ein Bogen) sowie Rainbow Point und Yovimpa Point.
Der Park bietet zahlreiche Wanderwege unterschiedlicher Länge und mit verschiedenen Schwierigkeitsgraden, so zum Beispiel:
- Rim Trail zwischen Sunset und Sunrise Points (leicht, weniger als 2 km)
- Mossy Cave (leicht, weniger als 2 km)
- Upper Inspiration Point (mittel, weniger als 2 km)
- Swamp Canyon Loop (mittel, 7 km)
- Navajo Loop (mittel, 3 km)
- Riggs Spring Loop (schwer, 14 km)
- Queen’s Garden Trail
- Peek-a-boo Loop (schwer; kombinierbar mit Queen’s Garden Loop und einem Pfad der Navajo Loop als Einstieg, dann ca. 12 km, 550 Höhenmeter)

Die Luft im Bryce-Canyon-Nationalpark ist so klar und die Gegend aufgrund fehlender Infrastruktur nachts so dunkel, dass man mit bloßem Auge weit über 7500 Sterne am Himmel erkennen kann. Üblich sind in bewohnten, lichtverschmutzten Gebieten bis 2000 sichtbare Sterne. Aufgrund der klaren Luft sind an schönen Tagen Fernsichten bis zu 320 km nach Arizona und sogar New Mexico möglich.

## Siehe auch

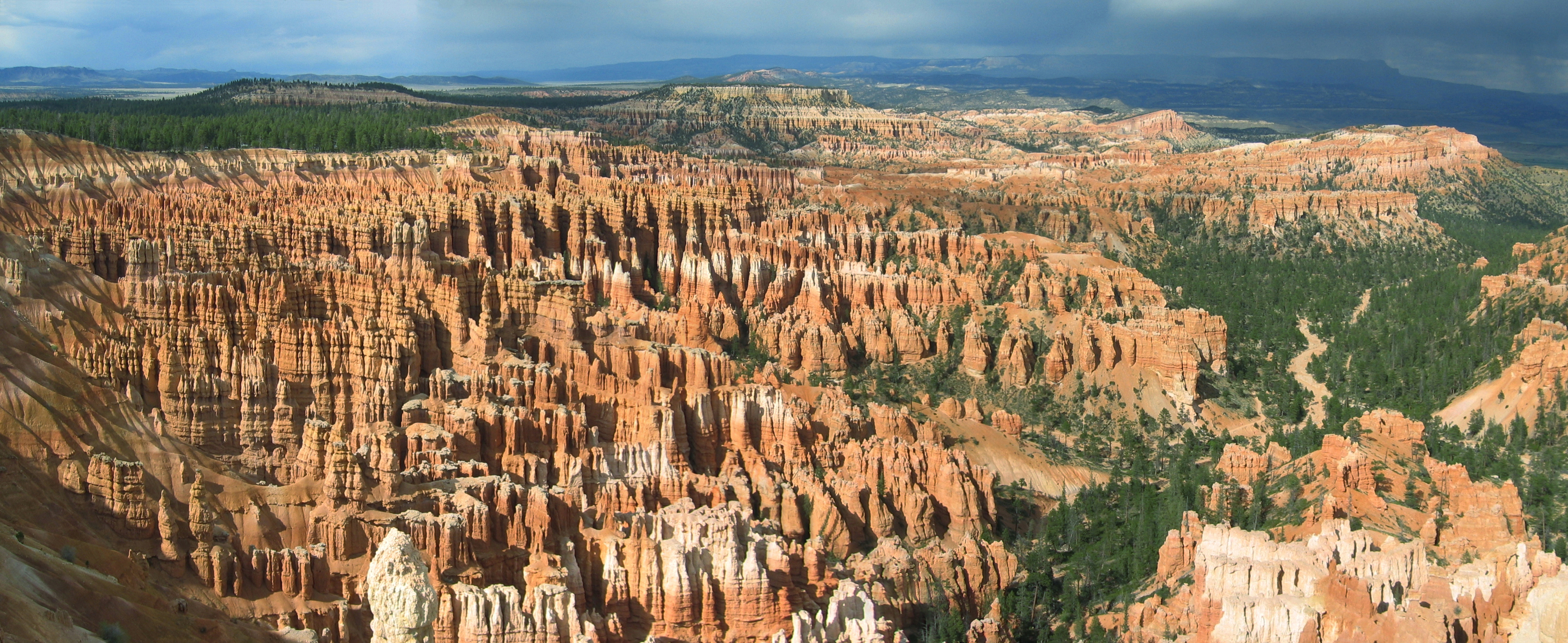
Panorama des Amphitheaters